# 裘村镇
裘村镇，是中华人民共和国浙江省宁波市奉化区下辖的一个行政建制镇，辖区面积89.53平方公里，因裘姓而得名，古时称卢村，明时裘姓聚居，改称裘村，镇以村命名:101-102。

## 历史
宋至清属忠义乡，民国初期属东忠义区，1925年属忠义区裘村镇，1939年属莼湖区忠义一乡、五乡、六乡，1947年属忠义区裘村乡、海靖乡，1949年属莼湖区裘村乡、海靖乡，1950年改为莼湖区裘村乡、爵岙乡、曹吴乡、杨村乡、马头乡、瑞云乡，1956年曹吴乡（除章岙村）、爵岙乡并入裘村乡，瑞云乡、马头乡、曹吴乡章岙村并入杨村乡，1958年改为裘村公社裘村管理区、杨村管理区，1961年改为裘村公社、杨村公社，属莼湖区，1970年后琅公社并入裘村公杜，1971年恢复后琅公社，1983年改为裘村乡、杨村乡，1985年裘村乡改为裘村镇，1992年5月杨村乡并入裘村镇:12-17、252、508:101。

## 行政区划
裘村镇下辖以下地区：
裘村社区、吴江村、庄下村、阎家村、裘一村、裘二村、裘三村、裘四村、黄贤村、应家棚村、杨村、马头村、翔鹤潭村、石沿村、曹村、甲岙村、石盆村、陶坑村和岭下村。

## 中国传统村落
2016年12月9日，马头村列入第四批中国传统村落。